# (2817) Perec
(2817) Perec (1982 UJ) – planetoida z pasa głównego asteroid okrążająca Słońce w ciągu 3,62 lat w średniej odległości 2,36 j.a. Odkryta przez Edwarda Bowella 17 października 1982 roku.